# Алексич, Мия
Милосав (Мия) Алексич (серб. Милосав Мија Алексић; 6 сентября 1923, с. Горня Црнуча (ныне общины Горни-Милановац, Моравичского округа, Сербия) — 12 марта 1995, Белград) — сербский и югославский актёр театра и кино.

## Биография
В годы Второй мировой войны в 1941 году 17-летний Алексич учился в средней школе в Крагуеваце. 21 октября 1941 года, в качестве возмездия за нападения партизан, немецкие оккупационные власти совершили одну из самых зверских расправ в региональной истории (Крагуевацкая резня) — массовое убийство гражданского населения сербского города Крагуевац, в том числе, были расстреляны целые классы средней школы. Миа Алексичу чудом удалось избежать смерти, он один из немногих спасшихся людей своего поколения в родном городе.
После окончания средней школы изучал право, но постепенно увлекся театром. С конца войны и до 1948 года играл в Княжеско-сербском драматическом театре города Крагуевац.
В 1951—1965 годах — актер Драматического театра в Белграде. С 1965 до выхода на пенсию, выступал на сцене столичного Национального театра, кроме того, в театре Ателье 212 и др. С 1977 — свободный актёр.
Умер в Белграде и похоронен на Аллее заслуженных (великих) Нового кладбища.

## Творчество
Актёр широко плана. Играл в театре, снимался в кино, выступал на радио и телевидении, чтец. Запомнился, как прекрасный комедийный актёр.
В театре играл в спектаклях Мольера, Ростана, Гоголя, Достоевского, Островского, Б. Нушича и многих других.
В кинематографе с 1950 года. Снялся в 115 фильмах.

## Избранная фильмография
- 1953 — Дитя общины — адвокат
- 1956 — Сеть
- 1958 — Единственный выход
- 1958 — Госпожа министерша
- 1958 — В эту ночь — Янко
- 1959 — Дядя Марое
- 1960 — Председатель—центр нападения — Марисав
- 1960 — Остров мира
- 1960 — Опечаленная семья
- 1960 — Любовь и мода
- 1960 — Лучше уметь, чем иметь
- 1961 — Счастье в портфеле — Рака
- 1961 — Первый гражданин маленького города
- 1961 — Лето виновато во всём — Доситей
- 1962 — Доктор
- 1962 — Встретимся сегодня вечером
- 1963 — Мужчины…
- 1964 — Герой поневоле
- 1965 — Проверено — мин нет —жених
- 1966 — Опечаленная родня
- 1966 — Мечта
- 1967 — Утро
- 1967 — Скупщики перьев — Павле
- 1968 — Скоро будет конец света — Йошка
- 1970 — Велосипедисты — проповедник
- 1974 — Ужицкая республика
- 1982 — Семейный марафон — Авксентий Топалович
- 1983 — Человек с четырьмя ногами — Йован Йованович
- 1989 — Балканский экспресс-2 — граф Миросавлиевич
- 1992 — Аргентинское танго

## Награды
Лауреат многих театральных премий, в том числе, Октябрьская премия (1961), Золотая арена (1962), «Седьмого июля» Социалистической Республики Сербия (1976), «Кольцо Добрицы» (за жизненные творческие достижения, 1982), кинопремии «Хрустальная призма» (1993) и др.